# Cải cách Giáp Ngọ
Cải cách Giáp Ngọ (tiếng Hàn Quốc: 갑오개혁, hay còn gọi là Cải cách Gabo, là một cuộc cải cách hiện đại hóa được thực hiện vào năm 1894 (năm Giáp Ngọ) dưới thời Triều Tiên. Cuộc Cải cách Ất Mùi từ năm 1895 đến 1896 được coi là một phần của sự kiện này.
Sau cuộc khởi nghĩa Đông Học vào năm 1894, Nhật Bản đã đưa quân đến Triều Tiên và yêu cầu nước này cải cách nội vụ. Ngày 23 tháng 7, quân Nhật chiếm đóng Cảnh Phúc Cung. Nội các Kim Hoằng Tập (Kim Hong-jip) do Đảng Khai Hóa làm trung tâm đã được thành lập. Ngày 27 tháng 7, cơ quan trung tâm cuộc cải cách, Quân Quốc Cơ Vụ Xứ, chính thức được thiết lập.

## Nội dung chính Cải cách Giáp Ngọ
Cải cách Giáp Ngọ tương tự như cuộc Duy tân Minh Trị ở Nhật Bản và đã tạo ra những thay đổi và tuyên bố toàn diện sau đây:
- Thay đổi hệ thống niên hiệu: Ngừng sử dụng niên hiệu Trung Quốc, chuyển sang sử dụng niên hiệu riêng của Triều Tiên (Khai Quốc kỷ niên).
- Tách biệt cơ cấu chính quyền: Phân tách Cung Nội Phủ và Nghị Chính Phủ.
- Tái tổ chức Lục tào: Các tào như Lại, Hộ, Lễ, Binh, Hình, Công được cải tổ thành tám nha môn mới: Nội vụ, Ngoại vụ, Tài chính, Quân vụ, Pháp vụ, Học vụ, Công vụ, và Nông Thương vụ.
- Cải cách giáo dục và xã hội
- Bãi bỏ chế độ khoa cử.
- Xóa bỏ chế độ thân phận phong kiến và chế độ nô lệ.
- Cấm mua bán người và tra tấn.
- Hủy bỏ chế độ liên đới chịu trách nhiệm khi có tội (liên tọa pháp).
- Cấm kết hôn sớm, cho phép góa phụ tái hôn.
- Thực hiện cải cách tài khóa.
- Quy định nộp thuế bằng tiền mặt.
- Áp dụng chế độ tiền tệ dựa trên bạc.
- Thống nhất hệ thống đo lường.
- Cải cách hệ thống hành chính địa phương, chuyển từ 8 đạo sang 23 phủ.
- Thiết lập hệ thống cảnh sát và quân đội hiện đại.
- Cải cách hệ thống tư pháp theo hướng hiện đại hóa.

Các sự kiện quan trọng liên quan:
- Ngày 7 tháng 1 năm 1895: Vua Cao Tông dẫn thái tử (Thuần Tông) và bá quan triều đình tuyên thệ tại tông miếu, công bố “Hồng Phạm Thập Tứ Điều”, trong đó điều đầu tiên tuyên bố cắt đứt quan hệ chư hầu với nhà Thanh, khẳng định Triều Tiên độc lập và tự chủ.
- Tháng 5 năm 1895: Chính quyền Kim Hoằng Tập sụp đổ do mâu thuẫn nội bộ.
- Ngày 8 tháng 10 năm 1895 (Sự kiện Ất Mùi): Hoàng hậu Minh Thành (Mẫn Từ Anh) bị ám sát. Sau sự kiện này, Cải cách Ất Mùi bắt đầu nhưng chịu nhiều gián đoạn do sự trỗi dậy của phái thân Nga.

## Bối cảnh
Vào ngày 23 tháng 7 năm 1882, khi bị đẩy ra khỏi chính trường, Hưng Tuyên Đại Viện Quân (흥선대원군) đã cố gắng lợi dụng cuộc binh biến Nhâm Ngọ (임오군란) làm cơ hội để quay trở lại nắm quyền, nhưng thất bại do bị nhà Thanh ngăn chặn. Sau đó, triều đình Triều Tiên, được tái cơ cấu dưới sự lãnh đạo từ phe thân tộc họ Mẫn (민씨척족), đã cố gắng thúc đẩy cải cách hiện đại hóa, lấy phong trào Dương Vụ (양무운동) của nhà Thanh làm gương.
Những cải cách hiện đại hóa do triều đình dẫn dắt đòi hỏi nguồn tài chính lớn, trong khi tài chính Triều Tiên đã bị lung lay từ gốc rễ do tình trạng hỗn loạn trong ba chính sách tài chính chính, tam chính vấn loạn (삼정의문란). Hơn nữa, thâm hụt thương mại với Nhật Bản, mất cân bằng thương mại với nhà Thanh, cùng với việc các cường quốc xâm phạm quyền lợi Triều Tiên, đã làm cho tình hình càng trở nên tồi tệ. Thậm chí, tài chính triều đình và hoàng gia cũng không được tách biệt, và những mâu thuẫn như miễn thuế cho tầng lớp quý tộc, độc quyền kinh doanh nhà nước của hoàng tộc vẫn không được giải quyết.
Tình hình càng thêm bi đát khi nhà Thanh cử Paul Georg von Möllendorff đến và cho phát hành tiền Đương Ngũ Tiền (당오전), đẩy nền kinh tế Triều Tiên vốn đã khó khăn đến bờ vực sụp đổ. Tỷ giá hối đoái tăng cao, làm thâm hụt thương mại thêm trầm trọng. Các quan lại địa phương thì thu thuế bằng đồng Thường Bình Thông bảo (상평통보), loại tiền tệ vốn được lưu hành, nhưng nộp thuế cho chính quyền trung ương bằng mệnh giá Đương Ngũ Tiền, vốn chỉ bằng 1/5 giá trị thật, và biển thủ khoản chênh lệch này. Hệ thống tài chính hỗn loạn đã đạt đến mức đỉnh điểm.
Do đó, Kim Ngọc Quân (김옥균), Phác Vịnh Hiếu (박영효), và Từ Tái Bật (서재필) cùng các thành viên thuộc phái cấp tiến cải cách đã kêu gọi phương Tây hóa theo kiểu Nhật Bản, nhưng lại khiến phe thân tộc họ Mẫn mang lòng thù hận. Dù những nỗ lực cải cách đã gây ấn tượng với vua Cao Tông và được trao nhiều cơ hội, nhưng mỗi lần như vậy, phe bảo thủ do dòng họ Mẫn lãnh đạo luôn tìm cách cản trở. Trước tình thế đó, phái cải cách đã tiến hành cuộc đảo chính Giáp Thân (갑신정변) vào năm 1884. Tuy nhiên, nhà Thanh can thiệp, quân Nhật rút lui, cùng việc vua Cao Tông không còn ủng hộ phái cải cách đã khiến cuộc đảo chính chỉ kéo dài ba ngày trước khi thất bại. Nhiều thành viên phái cải cách bị giết, trong khi số còn sống sót phải chạy trốn. Một số người, bao gồm Từ Tái Bật, đã sống lưu vong, chủ yếu ở Nhật Bản. Họ rời khỏi Triều Tiên trên con tàu Chitosemaru (千歲丸). Việc những người lưu vong này, cùng với cuộc cạnh tranh quyền bá chủ trên bán đảo Triều Tiên, liên tục gây ra xung đột ngoại giao giữa nhà Thanh và Nhật Bản. Cuối cùng, hai nước đã đạt được thỏa thuận trong Điều ước Thiên Tân năm 1885, theo đó cả hai bên đồng ý rút quân khỏi Triều Tiên đồng thời.
Năm 1894, Phong trào Nông dân Đông học (동학농민운동) bùng nổ và các cuộc nổi dậy nông dân ở vùng Tam Nam (삼남지방) nhanh chóng lan rộng khắp cả nước. Lúc này, dòng họ Mẫn, vốn đã liên kết chặt chẽ với nhà Thanh, đã yêu cầu nhà Thanh cử viện binh. Đáp lại, nhà Thanh điều quân từ Mãn Châu tiến xuống phía nam.
Tuy nhiên, lực lượng Nông dân Đông học đã ký Hòa ước Jeonju (전주화약) với triều đình Triều Tiên, mở ra một thời kỳ cải cách lớn. Theo thỏa thuận, ở trung ương, chính quyền lập ra Giáo chính sảnh (교정청), còn ở địa phương, tổ chức tự trị của nông dân là Chấp cương sở (집강소) được thành lập, cho phép nông dân tham gia vào các vụ xét xử quan trọng. Đây là khởi đầu của cuộc Cải cách Giáp Ngọ.
Sau Hòa ước Jeonju, quân Thanh đang tiến xuống phía nam đã phải rút lui. Tuy nhiên, do Điều ước Thiên Tân, Nhật Bản không có lý do chính đáng để triển khai quân đội. Dù vậy, Nhật Bản vẫn đổ bộ quân lên bán đảo Triều Tiên, tấn công Cung Cảnh Phúc (경복궁) trong sự kiện gọi là Giáp Ngọ Oa loạn và chiếm giữ các cơ quan trung ương triều đình Triều Tiên. Ngay sau đó, Nhật Bản thành lập một nội các thân Nhật, giải thể Giáo chính sảnh và thiết lập cơ quan Quân quốc cơ vụ xứ (군국기무처) để can thiệp vào các cải cách vốn được khởi xướng từ Hòa ước Jeonju. Cả Nhật Bản và chính quyền thân Nhật đã tiến hành các cuộc đàn áp đẫm máu nhằm tiêu diệt phong trào Nông dân Đông học, dẫn đến những vụ thảm sát hàng loạt.
Ban đầu được cho là một cuộc chiến khó phân định bên nào sẽ chiếm ưu thế, nhưng Chiến tranh Thanh-Nhật nhanh chóng nghiêng về phía Nhật Bản. Quân Thanh bị đánh bại trên bán đảo Triều Tiên và nhanh chóng phải rút khỏi Triều Tiên. Sau khi thất bại trong trận hải chiến Hoàng Hải (황해 해전), nhà Thanh mất quyền kiểm soát biển và lần lượt để mất các điểm chiến lược quan trọng ở vùng biển Hoa Đông vào tay Nhật Bản, bao gồm cả cảng Lữ Thuận tại Liêu Đông, Uy Hải Vệ trên bán đảo Sơn Đông, và đảo Đài Loan.
Nỗ lực nhà Thanh nhằm kéo dài chiến sự để tranh thủ sự can thiệp từ các cường quốc phương Tây, qua đó kết thúc chiến tranh với điều kiện bớt bất lợi hơn, đã không thành công trước tốc độ tấn công nhanh chóng và quyết liệt từ Nhật Bản. Kết quả, Chiến tranh Thanh-Nhật đã kết thúc với thắng lợi thuộc về Nhật Bản, chính thức xác nhận qua Hiệp ước Shimonoseki.
Sau chiến thắng của Nhật Bản, các thành viên thuộc phái cải cách Triều Tiên, vốn đang sống lưu vong tại Nhật Bản, đã trở về nước. Dựa vào ảnh hưởng của Nhật Bản, họ tìm cách áp đặt các cải cách theo mô hình Nhật Bản tại Triều Tiên, và đây chính là những gì được gọi là Cải cách Giáp Ngọ.

## Cải cách lần thứ nhất
Cải cách Giáp Ngọ được thực hiện từ ngày 27 tháng 7 năm 1894 (âm lịch ngày 25 tháng 6) đến ngày 17 tháng 12 năm 1894 (âm lịch ngày 21 tháng 11) dưới sự dẫn dắt từ Nội các Kim Hoằng Tập (김홍집) và chỉ đạo từ Quân quốc cơ vụ xứ (군국기무처).
Quân quốc cơ vụ xứ, được thành lập thay thế cho Giáo chính sảnh, là một cơ quan thỏa thuận tạm thời bao gồm 17 thành viên, trong đó có Kim Hoằng Tập, Kim Duẫn Thực (김윤식), và Kim Gia Trấn (김가진). Cơ quan này chịu trách nhiệm cải cách các vấn đề hành chính, tư pháp, giáo dục, xã hội, và chính trị vốn mang tính tiền hiện đại. Tổng lý Quân quốc cơ vụ xứ là Kim Hoằng Tập, người đảm nhiệm chức vụ Lãnh nghị chính (영의정).
Một trong những đặc điểm quan trọng của cải cách là việc sử dụng niên hiệu "Khai Quốc" (개국) để thể hiện mối quan hệ bình đẳng với nhà Thanh. Hệ thống quan chế trung ương được chia thành Nghị chính phủ (의정부) và Cung nội phủ (궁내부), đồng thời hệ thống Lục tào (6조) truyền thống được thay thế bằng tám cơ quan hành chính mới gọi là Bát nha môn (八衙門), gồm: Nội vụ (내무), Ngoại vụ (외무), Tài chính (탁지), Quân vụ (군무), Pháp vụ (법무), Học vụ (학무), Công vụ (공무), và Nông thương (농상). Các cơ quan này trực thuộc Nghị chính phủ.
Cung nội phủ được thiết lập để tách biệt công việc hoàng gia với công việc chính phủ. Tài chính được thống nhất dưới sự quản lý từ Tài chính nha môn (탁지아문). Các cải cách khác bao gồm việc bãi bỏ chế độ khoa cử (과거제), áp dụng hệ thống tiền tệ dựa trên bạc, thống nhất các tiêu chuẩn đo lường, và chuyển sang hệ thống thu thuế bằng tiền mặt. Ngoài ra, Cảnh vụ sảnh (경무청) được thành lập để triển khai hệ thống cảnh sát hiện đại.
Hưng Tuyên Đại Viện Quân (흥선대원군) đã giữ vai trò nhiếp chính trong khoảng một tháng từ tháng 7 đến tháng 8 năm 1894, nhưng do bất đồng với Nhật Bản, ông buộc phải từ chức.

## Cải cách lần thứ hai
Cải cách lần thứ hai được thực hiện từ ngày 17 tháng 12 năm 1894 (âm lịch ngày 21 tháng 11) đến ngày 6 tháng 7 năm 1895 (âm lịch ngày 14 tháng 5 nhuận), dưới sự lãnh đạo từ chính phủ liên hiệp giữa Kim Hoằng Tập và Phác Vịnh Hiếu.
Trong giai đoạn này, cơ quan Quân quốc cơ vụ xứ, vốn là tổ chức chủ đạo trong cải cách lần thứ nhất, đã bị giải thể. Hệ thống chính phủ được cải tổ, Nghị chính phủ được đổi tên thành Nội các (내각), đánh dấu sự ra đời chế độ nội các. Dưới Nội các, Bát nha môn từ cải cách lần thứ nhất được tái tổ chức thành Bảy bộ.
Vua Cao Tông đã ban hành 14 Điều Hồng phạm (홍범14조), công bố phương hướng cải cách toàn diện. Trong đó, hệ thống nhân sự được cải tiến, chế độ lương tháng (월봉제도) được thiết lập cho quan lại, và quyền bổ nhiệm quan chức được giao cho các đại thần đứng đầu các bộ, bao gồm Tổng lý đại thần (총리대신).
Ngoài ra, hệ thống hành chính từ 8 đạo (8도) được chia thành 23 phủ (23부), tạo điều kiện quản lý chặt chẽ hơn. Hệ thống phân biệt địa vị xã hội giữa các tầng lớp quan văn, quan võ và dân thường bị bãi bỏ. Quyền tư pháp vốn được thực thi bởi các quan chức địa phương bị thu hồi. Các tòa án độc lập (재판소) được thành lập để đảm bảo tính công bằng trong xét xử. Quyền lực quân sự vốn nằm ở địa phương được tập trung hóa, đặt dưới sự kiểm soát từ trung ương, xây dựng một hệ thống quan liêu hiện đại.
Cuộc cải cách lần thứ hai này không chỉ nhằm mục đích hiện đại hóa hành chính, quân sự và tư pháp mà còn phá bỏ cấu trúc xã hội phong kiến, đặt nền móng cho một nhà nước hiện đại hóa theo kiểu phương Tây.

## Cải cách lần thứ ba
Cải cách Giáp Ngọ lần thứ ba, còn được gọi là Cải cách Ất Mùi (을미개혁), diễn ra từ ngày 8 tháng 10 năm 1895 (âm lịch ngày 20 tháng 8), ngay sau sự kiện sát hại hoàng hậu Mẫn (을미사변), đến ngày 11 tháng 2 năm 1896 (âm lịch ngày 28 tháng 12), ngay trước sự kiện trốn khỏi đại sứ quan Nga (아관파천). Cuộc cải cách này do chính phủ Kim Hoằng Tập lần thứ ba lãnh đạo, với sự kiểm soát chặt chẽ từ các lực lượng thân Nhật Bản. Đây được coi là cuộc cải cách mang đậm màu sắc thân Nhật nhất.
Dương lịch được chính thức đưa vào sử dụng, với ngày 17 tháng 11 năm 1895 (âm lịch) được đổi thành ngày 1 tháng 1 năm 1896 (dương lịch). Nhân dịp này, niên hiệu được đổi thành Kiến Dương (건양), thể hiện sự bắt đầu một kỷ nguyên mới. Chính phủ ban hành sắc lệnh bắt buộc cắt tóc ngắn (단발령), tượng trưng cho việc xóa bỏ truyền thống cũ và đồng hóa văn hóa theo phong cách phương Tây. Chính phủ thúc đẩy việc tiêm phòng đậu mùa (종두) trên quy mô toàn quốc, dù trước đó các phương pháp tiêm phòng đã được thực hiện trong các cơ sở y tế tư nhân. Hệ thống bưu chính hiện đại được thiết lập với việc thành lập cơ quan bưu điện (우체사), nhằm hiện đại hóa giao tiếp và liên lạc tại Triều Tiên.
Việc chính quyền cưỡng chế thực hiện sắc lệnh cắt tóc, kết hợp với sự phẫn nộ trước sự kiện Sát hại hoàng hậu Mẫn do người Nhật hậu thuẫn, đã châm ngòi cho làn sóng phản đối mạnh mẽ từ người dân. Những cảm xúc chống Nhật và chống chính phủ đã bùng nổ, dẫn đến sự hình thành các phong trào nghĩa quân kháng Nhật lớn trên toàn quốc, được gọi là Phong trào Nghĩa quân Ất Mùi (을미의병).

## Kết thúc cải cách
Cải cách Giáp Ngọ, mặc dù được khởi xướng nhằm hiện đại hóa và cải tổ xã hội Triều Tiên, đã bị suy yếu và cuối cùng chấm dứt do nhiều vấn đề nội bộ và sự can thiệp từ các thế lực bên ngoài.
Sự bất mãn với hướng đi các cải cách, đặc biệt từ phía Nhật Bản, cùng với áp lực từ triều đình, trong đó có vua Cao Tông và hoàng hậu Mẫn (명성황후), đã khiến nhà cải cách Phác Vịnh Hiếu phải trốn sang Nhật Bản. Sau sự kiện này, các cải cách vẫn được tiếp tục dưới sự lãnh đạo của Nội các Kim Hoằng Tập. Tuy nhiên, tác động các sự kiện nghiêm trọng như vụ ám sát hoàng hậu Mẫn vào năm 1895 và sự kiện vua Cao Tông trốn đến Đại sứ quán Nga năm 1896 đã làm sụp đổ hoàn toàn nỗ lực cải cách.
Sau vụ trốn khỏi đại sứ quan Nga, các yếu nhân trong Nội các Kim Hoằng Tập bị sát hại, khiến hệ thống cải cách không thể tiếp tục. Những nỗ lực cải cách, dù mang tham vọng thay đổi cấu trúc xã hội và chính trị, đã kết thúc trong bối cảnh hỗn loạn và bất ổn chính trị, đánh dấu một giai đoạn đầy biến động trong lịch sử Triều Tiên.

## Ý nghĩa và hạn chế cuộc cải cách
Cải cách Giáp Ngọ mang tính chất của một cuộc cải cách hiện đại hóa do Nhật Bản dẫn dắt, với mục tiêu thay đổi các yếu tố truyền thống của xã hội Nho giáo để phù hợp hơn với tư duy hiện đại. Nhiều nỗ lực được thực hiện nhằm cải tổ sâu sắc hệ thống xã hội và luật pháp của Triều Tiên. Đầu tiên xóa bỏ chế độ đẳng cấp, bãi bỏ hệ thống phân biệt giai cấp và cho phép tuyển dụng nhân tài dựa trên năng lực thay vì xuất thân. Cấm mua bán nô lệ, đánh dấu sự chấm dứt chế độ nô lệ truyền thống. Sau thời kỳ này, sự phân biệt địa vị xã hội dần biến mất. Tiếp theo, cải cách hệ thống hình phạt, loại bỏ các hình thức trừng phạt phi lý như tra tấn tội phạm và chế độ liên lụy gia đình (연좌제), một truyền thống Nho giáo nghiêm khắc thiếu tính nhân đạo. Cuối cùng, cải cách các tập tục xã hội như cấm tảo hôn, thúc đẩy quyền tự do tái hôn cho phụ nữ góa, một bước tiến lớn trong việc bảo vệ quyền phụ nữ. Sửa đổi hệ thống nhận con nuôi (양자제도), giảm thiểu các ràng buộc nghiêm ngặt từ Nho giáo truyền thống. Đơn giản hóa quy định về trang phục, loại bỏ các tiêu chuẩn rườm rà của chế độ phong kiến.
Xã hội hiện đại ở châu Âu được hình thành qua các quá trình lịch sử quan trọng như phong trào Phục Hưng, Cải cách tôn giáo, Cách mạng Công nghiệp và Cách mạng Pháp. Những sự kiện này không chỉ thúc đẩy đổi mới văn hóa mà còn đẩy mạnh tiến bộ khoa học, dẫn đến một quá trình hiện đại hóa sâu rộng và nội sinh. Ngược lại, Triều Tiên trong thời kỳ cuối triều đại phong kiến lại không trải qua một quá trình cải cách tự phát tương tự. Các phong trào như Thực học (실학운동) và Phong trào Đông học (동학혁명), dù mang tính đổi mới, đã không thể phá vỡ sự đóng kín và bảo thủ của chế độ phong kiến Nho giáo. Sự bế tắc này dẫn đến một quá trình hiện đại hóa bị áp đặt từ bên ngoài, mà điển hình là Cải cách Giáp Ngọ, chịu sự chi phối từ các cường quốc phương Tây và Nhật Bản. Nguyên nhân cải cách thất bại do triều đình phong kiến và tầng lớp quan lại Nho giáo duy trì tư duy bảo thủ, chỉ tập trung vào quyền lợi của tầng lớp thống trị, điển hình qua sự áp bức thuế má hà khắc (가렴주구). Chính sách bế quan tỏa cảng (쇄국정책) khiến Triều Tiên không thể chủ động tiếp cận với làn sóng hiện đại hóa. Sự can thiệp ngày càng mạnh mẽ của Nhật Bản và các nước phương Tây khiến Triều Tiên trở thành thuộc địa hóa dưới sự áp đặt thay vì hiện đại hóa tự chủ. Đồng thời, văn hóa truyền thống bị đè nén bởi các giá trị phương Tây thông qua Nhật Bản. Các cụm từ như "gậy khai hóa" (개화장), "đảng khai hóa" (개화당), hay "quân khai hóa" (개화군) thể hiện sự tiếp nhận miễn cưỡng và áp đặt từ bên ngoài đối với khái niệm "khai hóa văn minh" (문명개화). Người dân, thay vì hiểu hiện đại hóa như một quá trình nội tại, đã nhầm lẫn nó với việc Tây hóa (서양화) thông qua ảnh hưởng từ Nhật Bản. Khai hóa (개화) trong bối cảnh này ám chỉ quá trình thoát khỏi các giá trị và lối sống truyền thống thời đại cũ, để hòa nhập với văn hóa và lối sống thời đại mới. Tuy nhiên, ở Triều Tiên, khai hóa lại mang tính áp đặt hơn là tự chủ, và bị đồng nhất với việc tiếp nhận văn hóa phương Tây qua trung gian Nhật Bản. Điều này tạo nên hiện đại hóa lệ thuộc, không dựa trên sức mạnh nội sinh, dẫn đến sự suy yếu quốc gia và đỉnh điểm là sự mất chủ quyền vào tay Nhật Bản.
Cải cách Giáp Ngọ mặc dù là một cuộc cải cách bị động do áp lực từ ngoại bang, nhưng không thể phủ nhận rằng đây là một bước ngoặt quan trọng trong việc thúc đẩy hiện đại hóa ở Triều Tiên. Thứ nhất, về mặt chính trị đánh dấu sự chuyển đổi từ chế độ quý tộc sang chính trị dân chủ hơn, đặt nền móng cho việc bình đẳng hóa trong quản trị. Khẳng định rõ ràng hơn về chủ quyền quốc gia, dù thực tế vẫn chịu sự chi phối từ ngoại bang. Thứ hai, về mặt xã hội xóa bỏ các rào cản truyền thống như bãi bỏ hệ thống phân biệt giai cấp và chế độ nô lệ, cấm kết hôn sớm, cho phép phụ nữ tái hôn. Thay đổi các yếu tố xã hội lỗi thời, bãi bỏ hệ thống liên lụy (연좌법), tạo cơ hội bình đẳng hơn giữa các tầng lớp. Sử dụng niên hiệu "Khai quốc" (개국기원) nhằm tạo ý thức về sự khởi đầu mới. Thứ ba, về mặt kinh tế đưa vào chế độ tiền tệ chuẩn bạc (은본위제). Áp dụng hệ thống nộp thuế bằng tiền (금납제). Sửa đổi hệ thống đo lường, khuyến khích phát triển ngân hàng và doanh nghiệp hiện đại. Tuy nhiên, do triều đình Triều Tiên phụ thuộc quá nhiều vào ngoại bang, thiếu sức mạnh nội tại để triển khai cải cách một cách toàn diện. Đồng thời, các thế lực bảo thủ tại Triều Tiên mạnh mẽ ngăn cản tiến trình cải cách. Và vì phụ thuộc vào Nhật Bản, cải cách mang tính cưỡng bức hơn là tự nguyện, dẫn đến sự phản đối từ tầng lớp dân chúng. Dù hiệu quả thực tiễn còn hạn chế, cải cách Giáp Ngọ đã khởi đầu cho một thời kỳ mới về tư tưởng, phong trào khai hóa nhằm phá vỡ các ràng buộc truyền thống Nho giáo, khuyến khích phổ cập tri thức khoa học và ý thức tự do cá nhân. Thay vì tạo ra những điều hoàn toàn mới, người dân tập trung nhiều hơn vào việc giải phóng bản thân khỏi các tư tưởng cũ kỹ, lạc hậu. Trong quá trình cải cách, Hiến pháp Hồng Phạm 14 Điều (홍범14조), được ban hành dưới sự ép buộc của liên minh nội các Kim Hoằng Tập và Phác Vịnh Hiếu, có thể coi là văn bản pháp luật mang tính hiến pháp đầu tiên của Triều Tiên. Đây là một cột mốc quan trọng trong lịch sử pháp lý, dù phạm vi thực thi bị hạn chế.
Mặt khác, từ quan điểm của Nhật Bản, dù Nhật Bản đã thúc ép cải cách, nhưng mục tiêu không phải vì lợi ích của Triều Tiên. Khi đó, Ngoại trưởng Nhật Bản, Munemitsu Mutsu, đã phát biểu về cải cách Giáp Ngọ rằng: “Chúng ta chỉ cần tập trung vào lợi ích của đất nước mình (Nhật Bản), không nhất thiết phải hy sinh lợi ích của chúng ta vì Triều Tiên”.
Cải cách Giáp Ngọ là một cuộc cải cách bị áp đặt, phản ánh rõ ràng ý đồ xâm lược bán đảo Triều Tiên của Nhật Bản. Những thay đổi trong hệ thống quân sự chủ yếu được thiết kế để tạo điều kiện thuận lợi cho sự xâm lược quân sự của Nhật Bản, chỉ áp dụng những nội dung tối thiểu. Đồng thời, cải cách này vấp phải sự phản đối mạnh mẽ từ các lực lượng bảo thủ trong nước. Các cải cách kinh tế cũng thiên về việc tạo lợi thế cho Nhật Bản và các cường quốc phương Tây, phục vụ cho các hoạt động xâm lược và khai thác kinh tế. Do đó, dân chúng Triều Tiên, vốn đã có tâm lý phản đối mạnh mẽ Nhật Bản, đã kịch liệt phản đối nội dung của các cải cách này. Sự phản kháng này càng được khuấy động sau Sự kiện Ất Mùi (1895), dẫn đến các phong trào kháng Nhật, đặc biệt là phong trào Nghĩa binh Ất Mùi (을미의병).